# Aplysiopsis enteromorphae
Aplysiopsis enteromorphae is een slakkensoort uit de familie van de Hermaeidae. De wetenschappelijke naam van de soort is voor het eerst geldig gepubliceerd in 1905 door Cockerell & Eliot.